# Kevin Sullivan (athlétisme)
Pour les articles homonymes, voir Kevin Sullivan (homonymie) et Sullivan.
Kevin Roy Sullivan (né le 20 mars 1974 à Brantford) est un athlète canadien spécialiste du 1500 mètres, avec un registre allant du 800 mètres au 5000 mètres, en passant par le cross-country. Il participe à toutes les éditions des Championnats du monde d'athlétisme de 1993 à 2007 mais parvient une seule fois en finale. Il se classe cinquième des championnats du monde de 1995 et des Jeux olympiques de 2000.

## Biographie
Kevin Sullivan a fait ses études à l'université du Michigan, d'où il est sorti en 1998 avec un diplôme en ingénierie civile. Il y a rencontré Ron Warhurst qui l'a entraîné de longues années.

## Carrière
À seulement 14 ans, Kevin Sullivan fait montre d'une étonnante précocité en réalisant 1 min 53 s 03 au 800 m et 3 min 54 s 1 au 1500 m. 
À l'âge de 18 ans, il remporte la médaille de bronze lors du 1500 m des championnats du monde juniors. En 1993, il sort vainqueur du 800 m des championnats panaméricains juniors se déroulant à Winnipeg. Un an plus tard, toujours au Canada, il décroche l'argent en finissant 2e, à 8 centièmes du Kényan Reuben Chesang, au 1500 m des Jeux du Commonwealth à Victoria.
En 1995, il remporte son quatrième titre d'affilée aux championnats du Canada et obtient la 5e place aux championnats du monde remportés par l'Algérien Noureddine Morceli devant Hicham El Guerrouj. À Zurich il bat, en 3 min 52 s 25, le record national du mile. De 1997 à 1999, il progresse chronométriquement, effaçant le 13 juillet 1997, en 3 min 35 s 19, le record du 1500 m de son compatriote Graham Hood. Celui-ci le récupère un mois plus tard à Zurich (3 min 33 s 94).
Sa carrière culmine en 2000 : le 30 juin au meeting du Golden Gala de Rome, il passe sous la barre des 3 min 32 en finissant 4e de la course en 3 min 31 s 71. Le 28 juillet il récupère également le record national du mile aux Bislett Games d'Oslo, en 3 min 50 s 26. En août il est vainqueur du 1500 m des championnats du Canada pour la 5e fois. À Sydney, pour sa première participation aux Jeux olympiques, il termine à la 5e place, derrière Noah Ngeny, El Guerrouj, Bernard Lagat et Mehdi Baala. Il conclut sa saison par une 3e place lors de la Finale du Grand Prix IAAF à Doha, derrière les deux Kényans.
Aux Jeux olympiques et aux championnats du monde ultérieurs, il est à chaque fois éliminé au stade des demi-finales. Sur la fin de sa carrière, il monte sur 3000 mètres, distance sur laquelle il établit deux records nationaux, et sur 5000 mètres, où il échoue en séries aux Jeux de Pékin. En dehors de la piste, il participe plusieurs fois aux Championnats du monde de cross-country.

## Palmarès

### International
| Date | Compétition                   | Lieu     | Résultat | Performance   |
| ---- | ----------------------------- | -------- | -------- | ------------- |
| 1992 | Championnats du monde juniors | Séoul    | 3e       | 3 min 39 s 11 |
| 1994 | Jeux du Commonwealth          | Victoria | 2e       | 3 min 36 s 78 |
| 1995 | Championnats du monde         | Göteborg | 5e       | 3 min 36 s 73 |
| 2000 | Jeux olympiques               | Sydney   | 5e       | 3 min 35 s 50 |

### National
Kevin Sullivan est octuple champion du Canada du 1500 mètres (de 1992 à 1995, en 2000 et de 2003 à 2005).

## Records
| Épreuve        | Performance        | Lieu         | Date            |
| -------------- | ------------------ | ------------ | --------------- |
| 1500 m         | 3 min 31 s 71 (RN) | Rome         | 30 juin 2000    |
| mile           | 3 min 50 s 26 (RN) | Oslo         | 28 juillet 2000 |
| 3000 m         | 7 min 41 s 61      | Stockholm    | 22 juillet 2008 |
| 3000 m (salle) | 7 min 40 s 17      | Fayetteville | 9 février 2007  |